# Djemel Barek
Djemel Barek, de son vrai nom Belkacem Djemelbarek, né le 18 décembre 1963 à Alger et mort le 30 juillet 2020 à Versailles, est un acteur et metteur en scène franco-algérien. Il est en particulier connu pour son rôle dans la série télévisée Candice Renoir.

## Biographie
Djemel Barek commence sa carrière au théâtre dans les années 1980.
Sa carrière sur les écrans s'accélère à partir de la fin des années 1990.
Il figure au générique de nombreux films, longs, moyens et courts métrages. Il retrouve notamment à plusieurs reprises Samir Guesmi (C'est dimanche !, Ibrahim) et David Oelhoffen (Loin des hommes, Frères ennemis), et tourne avec les réalisateurs étrangers Steven Spielberg (Munich) et Fernando Meirelles (360).
À la télévision, il est notamment apparu dans les séries Reporters, Platane, Le Bureau des légendes, Le Grand bazar, Candice Renoir (père du brigadier-chef,), No Man's Land et En thérapie.
Djemel Barek meurt le 30 juillet 2020 à Versailles, à l'âge de 56 ans, d'une longue maladie. Les trente et trente-et-unième épisodes de la saison 1 de la série En thérapie d'Éric Toledano et Olivier Nakache lui sont dédiés.

## Filmographie

### Cinéma
- 1986 : Faubourg Saint-Martin de Jean-Claude Guiguet : le jeune homme dans la rue
- 1992 : Mensonge de François Margolin : l'homme près de la cabine
- 2000 : Scènes de crimes de Frédéric Schoendoerffer  : le médecin légiste
- 2000 : Le Harem de Madame Osmane de Nadir Moknèche  : Sid Ali
- 2001 : Change-moi ma vie de Liria Bégéja : réceptionniste de l'hôtel « Le Grillon »
- 2002 : La Chatte à deux têtes de Jacques Nolot : Mohamed Niéri
- 2002 : Vivre me tue de Jean-Pierre Sinapi : Tarik
- 2003 : La Légende de Parva de Jean Cubaud (film d'animation) : voix du gardien
- 2004 : Les Revenants de Robin Campillo : Isham
- 2005 : Munich de Steven Spielberg : Zaid Muchassi
- 2006 : Bonne nuit Malik de Bruno Danan (court métrage)
- 2006 : C'est dimanche ! de Samir Guesmi (court métrage) : Ahmed Bougahoui
- 2008 : Secret défense de Philippe Haïm  : Khaled
- 2010 : Io sono con te de Guido Chiesa : Zaccaria
- 2010 : Dans tes rêves (court-métrage) : Amir
- 2011 : Les Hommes libres d'Ismaël Ferroukhi : le mari de Maryvonne
- 2011 : Au cul du loup de Pierre Duculot : Kamel
- 2011 : 360 de Fernando Meirelles : l'imam
- 2012 : Un bon bain chaud d'Antoine Desrosières (moyen métrage) : le voisin
- 2012 : Nouveau-nés de Vincent Le Port (court métrage) : le père
- 2013 : Chat d'Ilan Cohen (court métrage) :
- 2013 : Loin des routes de Batoul Benazzou (court métrage) : Hassan
- 2014 : L'Oranais de Lyes Salem : Saïd
- 2014 : Qu'Allah bénisse la France d'Abd al Malik : le hajj
- 2014 : Loin des hommes de David Oelhoffen : Slimane
- 2015 : Mon roi de Maïwenn : Djemel
- 2015 : Les Cowboys de Thomas Bidegain : le père d'Ahmed
- 2015 : Pitchoune de Reda Kateb (court métrage) : le voisin
- 2015 : Un Français de Diastème : bénévole de la banque alimentaire
- 2015 : Des Apaches de Nassim Amaouche : le père de Samir
- 2015 : Un métier bien de Farid Bentoumi (court métrage) : Mohammed
- 2015 : Vicky de Denis Imbert : premier chauffeur de taxi
- 2015 : Sacré dilemme de Rachid Benzine (court métrage) : Ali
- 2015 : Maître-chien de Jean-Alain Laban (court métrage) : Sélim
- 2016 : Orpheline d'Arnaud des Pallières
- 2016 : Le Grand Bain de Valérie Leroy (court métrage) : René
- 2017 : La fête est finie de Marie Garel-Weiss : le père de Sihem
- 2017 : Tout nous sépare de Thierry Klifa : Musitelli
- 2017 : Le Chien perdu de François Mitterrand d'Alberto Segre (court métrage) : René
- 2017 : Sacrilège de Christophe M. Saber (court métrage) : El Haj
- 2018 : Joueurs de Marie Monge : Farouk
- 2018 : Hier de Bálint Kenyeres : Djemel
- 2018 : Frères ennemis de David Oelhoffen : le père d'Imrane
- 2018 : Zaïna 46 de Laure Desmazières (court métrage)
- 2019 : Jusqu'ici tout va bien de Mohamed Hamidi : le père de Samy
- 2019 : La Lutte des classes de Michel Leclerc : le client de Sofia
- 2019 : Terminal Sud de Rabah Ameur-Zaïmeche : le chef de bande
- 2019 : La Veillée de Riad Bouchoucha (court métrage) : le père
- 2020 : Ibrahim de Samir Guesmi : l'homme du magasin
- 2020 : The Shift d'Alessandro Tonda : le père d'Eden
- 2021 : La Vie d'après d'Anis Djaad : le patron de l'hôtel restaurant

### Télévision
- 1999 : Avocats & associés, saison 2, épisode 3 Duel au palais de Philippe Triboit (série télévissée) : gardien chef Martil
- 1999 : Le Record d'Edwin Baily (téléfilm) : Bachir
- 2005 : Nuit noire, 17 octobre 1961 d'Alain Tasma (téléfilm) : l'homme de l'escalier
- 2006 : Retrouver Sara de Claude d'Anna (téléfilm) : Maroun, le frère de Nahim
- 2009 : Reporters, saison 2, épisode 1 de Gilles Bannier (série télévisée) : Jafar Al-Soumaini
- 2009 : Des gens qui passent d'Alain Nahum (téléfilm)
- 2010 : Carlos d'Olivier Assayas, 1e partie (mini série télévisée) ; Mohammed Boudia
- 2010 : Fracture d'Alain Tasma (téléfilm) : Ali, le père de Lakhdar et de Slimane
- 2012 : L'Affaire Gordji, histoire d'une cohabitation de Guillaume Nicloux (téléfilm)
- 2012 : Chien de guerre de Fabrice Cazeneuve (téléfilm) : le père de Walid
- 2012 : Enquêtes réservées, saison 5, épisode 1 Eaux troubles de Christophe Barbier (série télévisée) : Nadim Bouafi
- 2013 : Platane, saison 2, épisode 2 La Fois où il avait fait waou en famille de Denis Imbert et Eric Judor (série télévisée) : le vieux maghrébin
- 2014 : La Crèche des hommes de Hervé Brami (téléfilm) : Messaoud
- 2015 : Le Bureau des légendes, saison 1, épisode 4 d'Hélier Cisterne et Eric Rochant (série télévisée) : Belkacem
- 2019 : Souviens-toi de nous de Lorenzo Gabriele (téléfilm) : Béchir
- 2019 : Le Grand Bazar (série télévisée) : Nacer
- 2019-2020 : Candice Renoir, saison 7, épisodes 3 et 8, saison 8 épisode 6 (série télévisée) : le père de Mehdi
- 2020 : Ramdam de Zangro (téléfilm) : Jemel
- 2020 : No Man's Land d'Oded Ruskin, épisode 5 (mini-série) : le père de Sarya
- 2021 : En thérapie, épisodes 30 et 31 de Mathieu Vadepied (série télévisée) : Mohammed Chibane, le père d'Adel
- 2022 : Alger confidentiel (Ein paar Tage Licht) (mini série) de Frédéric Jardin : Mohamed El Kitab

### Doublage
- 2002 : Plus jamais : ? ( ? )